# Bothrops bilineatus
El loro machaco u orito machacuy (Bothrops bilineatus) es una especie de serpiente venenosa de la familia de las víboras (Viperidae). Se distribuye por la mayor parte del Amazonas hasta los 1000 metros de altitud. Habita principalmente en bosques primarios, y se puede encontrar más frecuentemente cerca de arroyos y ríos.
Es de color verde pálido con puntos negros en las escamas y pequeñas bandas color marrón claro en la parte superior del dorso. El vientre es crema amarillento. Es una víbora pequeña, mide hasta 120 cm de longitud, siendo de mayor tamaño las hembras. Es una especie nocturna y arborícola. Es ovovivípara. Se alimenta principalmente de ranas y aves, aunque también caza lagartijas y pequeños mamíferos. Su mordedura es peligrosa y contiene hemotoxinas (véase emponzoñamiento bothrópico).
Se reconocen dos subespecies:
- Bothrops bilineata bilineata (Wied-Neuwied, 1825)
- Bothrops bilineata smaragdina Hoge, 1966